# Communauté de communes de la Beauce Ligérienne
Die Communauté de communes de la Beauce Ligérienne ist ein ehemaliger französischer Gemeindeverband mit der Rechtsform einer Communauté de communes im Département Loir-et-Cher in der Region Centre-Val de Loire. Er wurde am 22. Dezember 1999 gegründet und umfasste zwölf Gemeinden. Der Verwaltungssitz befand sich im Ort Mer.

## Historische Entwicklung
Der Gemeindeverband fusionierte mit Wirkung vom 1. Januar 2016 mit der Communauté de communes Beauce et Forêt und bildete dadurch die neue Communauté de communes Beauce Val de Loire.

## Mitgliedsgemeinden
1. Avaray
2. Courbouzon
3. Cour-sur-Loire
4. La Chapelle-Saint-Martin-en-Plaine
5. Lestiou
6. Maves
7. Mer
8. Muides-sur-Loire
9. Mulsans
10. Suèvres
11. Talcy
12. Villexanton